# Dióskál
Dióskál község Zala vármegyében, a Keszthelyi járásban, a Zalai-dombságban, a Zalaapáti-hát területén.

## Fekvése
Keszthelytől 23 kilométerre nyugatra, a Kis-Balaton mellett található. Sármelléktől 12, Zalakarostól 17, Hévíztől 19 kilométerre található a falu. Központján az Esztergályhorváti és Pacsa közti (a 7522-es utat és a 75-ös főutat összekötő) 7526-os út halad végig, a falun keresztül húzódó Bárándi-patak és mellékvizei völgyeiben. A település Pacsa, Zalaapáti Keszthely és Zalakaros irányából autóbuszon rendszeresen elérhető, és Zalaegerszegre is járnak járatok innen.

## A jelenlegi falu részei
- Belterületen: Alsókál (Dióskál déli része, alapvetően a Kossuth Lajos utca és a Szabadság utca), Felsőkál (Dióskál központi és északnyugati része, alapvetően a Béke tér és a Rákóczi Ferenc utca), Palkonya (Dióskál keleti, Egeraracsa felé eső része, főként a Petőfi Sándor utca)
- Külterületen: Káli-hegy, Gesztenyés, Unghi-hegy, Büki-hegy, Szegfalu, Kutyor, Pogányvár, korábban Ungjakabfa  is.

## Története
A község neve a „Kál” személynévből ered. A terület a Vérbulcsú nemzetség birtoka volt, s a név Bulcsú vezér apjára utal, kinek ezen a vidéken, a Zala folyó alsó folyásánál volt a téli szállásterülete.
A név először 1220-ban egy periratban fordul elő, bizonyíthatóan viszont 1251-ből ismerünk egy határjárás leírást, melyben biztosan a mai Dióskál szerepel „Kaal” néven. Csak 1796-ból ismerjük „Dióskál” néven. Egy, Pacsára és térségére vonatkozó helytörténeti kutatás szerint a középkorban a falut Bügen, Bögeny, Bögöny néven is említik (viszont nem biztos, hogy a mai település egészét értették alatta ilyen néven, lehet, hogy csak egy részét). Egyes források szerint a falu földje 1256-ban a pacsai nemeseké volt. A falu nevének "Diós" előtagja esetleg diós területre utal.
A község történelme során nemesi birtok volt.
Templomának középkori elődjét „nagyon réginek” mondják, alapításának évét nem ismerjük. A Szent kereszt tiszteletére lett szentelve és a község határában állt. Az 1753-as összeírás romos állapotban találta. 1758-ban a hívek újjáépítették barokk stílusban, a gótikus szentélyt megtartva. 1788-ban önállósult, felszentelésekor Szent István királyról nevezték el. A község dombon álló római katolikus temploma műemlék jellegű épület. A község másik műemlék jellegű emléke a templomdomb alján, a templomhoz vezető lépcső északi oldalán álló Keresztelő János-szobor, melyet felirata szerint 1800-ban N. Pálfi József állíttatott, a lépcső déli oldalán Szentháromság-oszlop található.
Dióskál népességszámához képest viszonylag kiterjedt település térbelileg. Ennek oka, hogy kevés, de általában hosszú, a Zalaapáti-hát völgyeiben húzódó utcái vannak, illetve, hogy régebben önálló települések (Alsókál, Felsőkál, Palkonya) egyesülésével jött létre. Ennek köszönhetően például Dióskál belterületén belül az Alsókál, Szabadság utca északkeleti rész és Felsőkál, Rákóczi Ferenc utca legészakibb rész között közúton kb. 3 km-es a távolság, Felsőkál, Rákóczi Ferenc utca legészakibb része és Palkonya legkeletibb része között pedig 2 km-nél valamivel kevesebb.
Dióskál településrészeit (Felsőkál, Alsókál, Palkonya) a térképek is sokáig különállónak jelölték. Ezek nevei a történelem során kissé változtak. Így például az Első katonai felmérés (1782-1785) térképlapján a "Gall" (Felsőkál) és "Bokonya"(?) (Palkonya) nevek szerepelnek, Alsókál akkor még nem jelölt a térképen.  A Második katonai felmérés (1819-1869) térképén a Dióskál (Felsőkál), "Szekfalu" (Alsókál) és Palkonya nevek kerülnek feltünetésre.  A Harmadik katonai felmérés (1869-1887) térképlapján a Dióskál, Szegfalu és "Pálkonya" földrajzi neveket használják.  A Magyarország katonai felmérése (1941) vonatkozó térképlapján csak a Dióskál, illetve a Palkonya neveket jelölik.   Végül, napjaink térképei közül például az Open Street Map Dióskál részeként Szegfalut és Palkonyát is megnevezi.  Az említett településrészek Dióskálon belüli részbeni elkülönítése valamennyire napjainkig is kimutatható. A Dióskál déli részén élők az Alsókál megnevezést használják időnként. Ugyanott korábban pedig a Szegfalu földrajzi nevet is használták (például Alsókál közelében, a Pogányvári hegytől délnyugatra olyan feszületet emeltek az első világháború idején a helyiek, amelyen a feszület készítői lakhelyeként nem Dióskál, hanem Szegfalu megnevezés szerepel).
2004-2006 között a Kulturális Örökségvédelmi Hivatal által feltárásra került Ung egykori településen fekvő Árpád-kori templom, ahol az egykori templom maradványai mellett kerámiák, kő- valamint fémeszközök kerültek elő.
A Dióskál község külterületéhez tartozó Pogányvár nevet viselő „hegy" történetileg, mezőgazdaságilag és tájképileg is fontos településrésze a falunak (bővebben lásd a Pogányvár szócikk alatt). Pogányvár 289 méteres tengerszint feletti magasságával Zala megye harmadik legmagasabb pontja, melyről szép időben kiváló kilátás nyílik nemcsak Dióskálra, hanem a tágabb környékre is.
A pogányvári "hegyen” Árpád-kori palánkvár, majd kisebb török őrhely lehetett. A szájhagyomány több hely legendát is megőrzött a Pogányvárral kapcsolatosan.

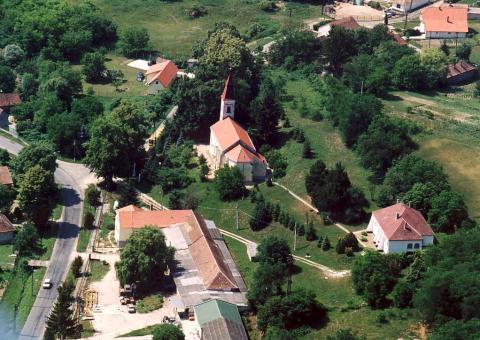

A "hegy" korábban Zala vármegye legjobb bortermelő helye volt. A szocializmus idején a Balatoni borvidék részeként elvesztette az önálló nevet és a korábban képviselt minőséget. A rendszerváltozás után a borászati minőség javult, és Dióskál területe 2006 óta a Zalai borvidék része. A községen áthalad a Zalai borút is.
Pogányvár területe jelenleg közúton Dióskál község belterületéről nem érhető el, hanem Orosztony község felé kell kerülni ehhez, körülbelül 17 km-es távolságot megtéve.
Pogányváron, a domb csúcsának középső részén egy térképészeti torony, valamint az Országos Meteorológiai Szolgálat időjárási radarhálózatának nyugati lokátora került elhelyezésre. Az utóbbi épülete ad otthont egy égképfigyelő kamerás berendezésnek is is. Ezeken kívül Pogányvár csúcsának északi részében, a 289 méteres csúcs közelében egy adótorony is megtalálható, amelynek a környéke azonban nem látogatható, lezárt terület. Pogányváron található több, igen idős famatuzsálem is.
A településnek három temetője van, a régi, de szépen karbantartott fő temető, ami a település központjától északra, egy kisebb dombháton található, és már lezárt, ahol régi dióskáli sírokat, síremlékeket lehet megtekinteni. A Petőfi Sándor utcáról az Ótemető földútján lehet ide felmenni. 
A másik régi temető már régóta nem használt, és kisebb területű, Dióskál keleti belterületi határán van, Egeraracsa irányában. 
Az új, ravatalazóval ellátott, néhány évtized óta használt temető a régi főtemetőtől keletre és alacsonyabban, a Petőfi Sándor utca Egeraracsa felé vezető részéről érhető el.

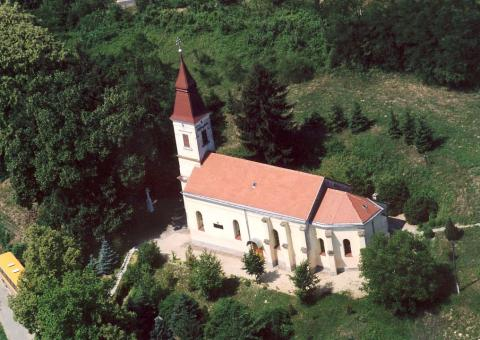

## Közélete

### Polgármesterei
- 1990–1994: Gigler László (független)[20]
- 1995–1998: Kluczer János (független)[21]
- 1998–2002: Deli Alfréd (független)[22]
- 2002–2006: Gigler László (független)[23]
- 2006–2010: Végvári Kálmán István (független)[24]
- 2010–2014: Kluczer János (független)[25]
- 2014–2018: Kluczer János (független)[26]
- 2018–2019: Kun Marcell (független)[27]
- 2019–2024: Kun Marcell (független)[28]
- 2024– : Györkös Tünde (független)[1]

A településen az 1994-es polgármester-választás eredményét megsemmisítették; az emiatt szükségessé vált időközi választás eredménye viszont még tisztázásra vár.
2018. június 17-én újból időközi polgármester-választást kellett tartani Dióskálon, ezúttal az előző polgármester néhány hónappal korábban bekövetkezett halála miatt.
A településen óvoda működik, amely nem csak Dióskál, hanem Egeraracsa és Zalaszentmárton gyermekeit szintén fogadja. A település központjában színvonalasan felújított tájház mutatja be az egykori dióskáli lakóépületek világát.

## Híres emberek
- Itt született 1754-ben Virág Benedek, a mai Kossuth Lajos utca 62. számú házban.[33][34][35] A Béke térhez közeli egyik dióskáli utcát róla nevezték el, 1930 óta a helyi római katolikus templom keleti falán emléktáblája, 2005 óta pedig Dióskál főterén (Béke téri emlékpark) köztéri szobra van.[36][37][38]
- Itt született Varga Márton földrajztudós 1767-ben.

## Gazdaság
Kímélő művelésű agrárgazdálkodás 200 hektáros kísérleti területe.
Korábban a faluban működött szeszgyár, téglagyár, cérnagyár és volt ÁFÉSZ, önálló termelőszövetkezet is. 
Dióskálon a volt két helyi általános iskola épületében nem csak helyieket, hanem környékbelieket ugyancsak foglalkoztató lámpagyár működik, néhány jelentősebb mezőgazdasági vállalkozás is van, illetve a helyi önkormányzat gyümölcstermeléssel is foglalkozik. 
A falu  természeti kincsekben is bővelkedik, hiszen van a földjében kiváló minőségű, kihasználatlan termálvíz, kőolaj és az 1930-as években kiváló minőségű feketeszenet is talált a MAORT (Magyar-Amerikai Olajipari Részvénytársaság). Turisztikai szempontból is alig kihasznált, pedig például a faluképe, panorámája (a Zalaapáti-hát faluhoz tartozó dombvonulatai), építészeti és természeti értékei, valamint fekvése (kis távolságra fekszik Zalakarostól, Keszthelytől, Hévíztől és a Kis-Balatontól) jó adottságokat nyújtanának erre. Néhány fennmaradt dióskáli ház borospincével is rendelkezik, ami a borászati hagyományokra vezethető vissza. Levegője kiváló, szennyeződésmentes, ezért az 1970-es években még tüdőszanatórium építése is felmerült.

## Népesség
A település népességének változása:
| Lakosok száma | 474  | 453  | 470  | 419  | 439  | 420  | 418  |
|               | 2013 | 2014 | 2015 | 2021 | 2022 | 2023 | 2024 |

A 2011-es népszámlálás idején a nemzetiségi megoszlás a következő volt: magyar 88,2%, cigány 6,9%, német 3,56%. A lakosok 67,3%-a római katolikusnak, 1% reformátusnak, 0,6% evangélikusnak, 7,4% felekezeten kívülinek vallotta magát (21,8% nem nyilatkozott).
2022-ben a lakosság 85,9%-a vallotta magát magyarnak, 5% cigánynak, 3,9% németnek, 2,1% egyéb, nem hazai nemzetiségűnek (11,2% nem nyilatkozott; a kettős identitások miatt a végösszeg nagyobb lehet 100%-nál). Vallásuk szerint 50,6% volt római katolikus, 0,5% református, 0,5% evangélikus, 0,2% görög katolikus, 1,6% egyéb keresztény, 2,1% egyéb katolikus, 18,5% felekezeten kívüli (26% nem válaszolt).